# Synaldis spiritalis
Synaldis spiritalis är en stekelart som först beskrevs av Tobias 1992. Synaldis spiritalis ingår i släktet Synaldis, och familjen bracksteklar. Inga underarter finns listade i Catalogue of Life.